# قضية السيد بيلهام الغريبة
قضية السيد بيلهام الغريبة هي قصة قصيرة تعود لعام 1940 (تم توسيعها فيما بعد في شكل كتاب في عام 1957) للكاتب الأنجلو -كندي أنتوني أرمسترونغ عن رجل متورط في حادث سيارة خطير. يتعافى الرجل فقط ليجد نفسه مطارداً بنسخة متطابقة من نفسه.  تم تحويلها إلى حلقة من مسلسل ألفريد هتشكوك الذي بثت أصلا في 4 كانون الأول/ديسمبر 1955، تحت عنوان «قضية السيد بيلهام»، وبطولة توم اويل كضحية لشبيهه.
كما تحولت القصة إلى فيلم مسرحي بعنوان الرجل الذي طارده نفسه في عام 1970 بطولة روجر مور. وكان هذا آخر فيلم للمخرج باسيل ديردن، حيث توفي بعد ذلك بوقت قصير في حادث سيارة.
علق أنتوني باوتشر على الرواية بأنها «حكاية مسلية إلى حد ما عن التشويق والرعب، وبقراءتها على أنها خيال، فهي كتاب جذاب»؛ غير أن باوتشر اقتبس أيضا من مراجع آخر وجد أن قراءة الرواية كنوع من الغموض كانت «قطعة من الذكاء المعج بشكل غير عادصي».